# من و شما
من و شما یک برنامه تلویزیونی گفتگومحور به تهیه‌کنندگی هادی قندی و اجرای آرش ظلی‌پور بود که هر جمعه از شبکهٔ سراسری شما و سایر شبکه‌های استانی پخش می‌شد. این برنامه با دعوت از طیف وسیع از چهره‌ها و افراد مطرح ایران، با ایجاد برنامه‌های جذاب و گاهی جنجالی همواره بازتاب‌های زیادی در فضای‌مجازی داشت.

## حواشی
یکی از حواشی این برنامه، حضور ناصر ملک‌مطیعی بعد از چند دهه، در یک برنامهٔ گفتگو محور صدا و سیما بود که بعد از صحبت‌های مجری و دعوت از مهمان، برنامه به‌علت مشکلات فنی قطع شد.
در ۹ آذر ۱۳۹۷، مهمان این برنامه مسعود فراستی منتقد سینما بود که جدال لفظی بین او و آرش ظلی پور مجری برنامه، منجر به ترک برنامه توسط فراستی شد.در پی این رویداد که واکنش‌های منفی مردم و اهالی رسانه را در پی داشت، محمدمهدی قاسمی مدیر شبکه شما، ضمن عذرخواهی از مخاطبان، عوامل این برنامه از جمله آرش ظلی پور مجری برنامه را توبیخ کرد و جلوی ادامه پخش این برنامه من و شما را تا تصمیم‌گیری نهایی گرفت.